# Cogeasca
Cogeasca – wieś w Rumunii, w okręgu Jassy, w gminie Lețcani. W 2011 roku liczyła 1690 mieszkańców.